# Новобілокатай
Но́вобілоката́й (рос. Новобелокатай) — село, центр Білокатайського району Башкортостану, Росія. Адміністративний центр Новобілокатайської сільської ради.
Населення — 5961 особа (2010; 5912 у 2002).
Національний склад:
- росіяни — 63 %
- башкири — 30 %